# ورزشگاه استاین
ورزشگاه استاین (هلندی: Stayen Stadion) یک ورزشگاه فوتبال در شهر سنت ترویدن، بلژیک و خانه باشگاه فوتبال سنت ترویدنس است. این ورزشگاه پس از آخرین بازسازی خود، ۱۴٬۶۰۰ نفر ظرفیت دارد.
ورزشگاه اصلی در سال ۱۹۲۷ ساخته‌شد. نام "استاین" یک کلمه گویش محلی برای "استادن"، یک محلهٔ قدیمی در سمت غربی شهر سنت ترویدن است. بین سال‌های ۱۹۵۰ تا ۲۰۰۹ این کلمه به طور معمول به عنوان "استاین" نوشته می‌شد. یکی از لقب‌هایی که به طور مرتب به این ورزشگاه داده شد‌ه‌است، "Hel van Stayen" (جهنم استاین) است و به دلیل اینکه تیم‌های بزرگ در این ورزشگاه متحمل شکست شده‌اند مورد استفاده قرار می‌گیرد.
هتل استاین در سمت شمال ورزشگاه ساخته شده‌است که ۲۰ اتاق آن نمای زمین ورزشگاه را پوشش می‌دهد.

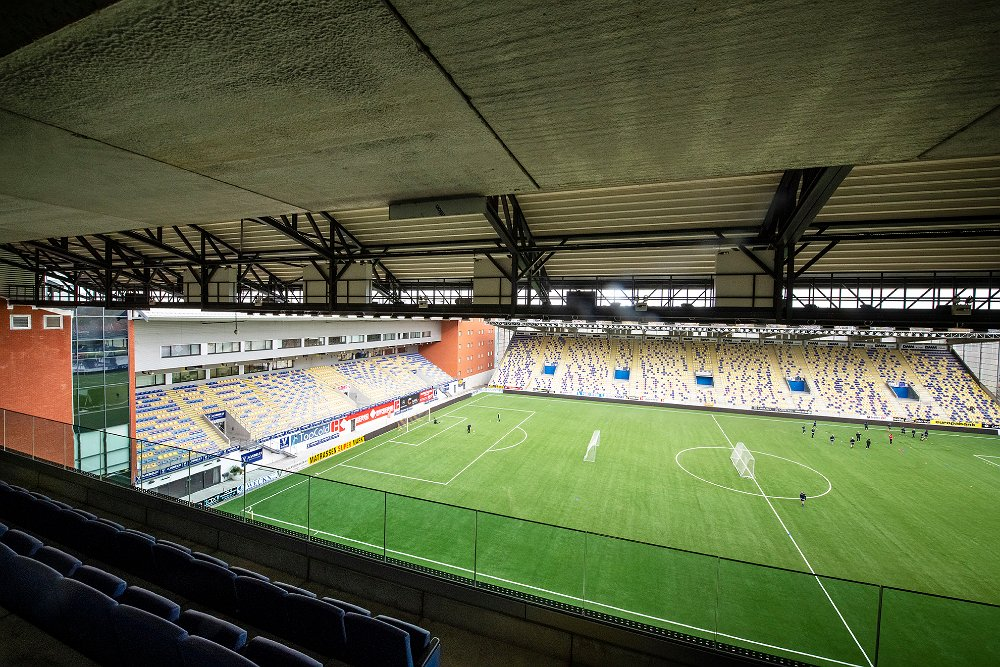
نمای صندلی‌های بیزینس و وی‌آی‌پی